# Lista parlamentarzystów Izby Reprezentantów na Malcie (2017–2022)
To jest lista członków maltańskiej Izby Reprezentantów wybranych na 13. kadencję w wyborach na Malcie w 2017 roku.
Partią rządzącą jest Partia Pracy wspierana przez 1 deputowanego niezależnego, podczas gdy Partia Narodowa i 2 deputowanych niezależnych tworzą opozycję. 

## Lista według urzędu
| Urząd                     | Sprawujący urząd           | Okres     | Partia               |
| ------------------------- | -------------------------- | --------- | -------------------- |
| Prezydent Malty           | Marie Louise Coleiro Preca | 2014–2019 | Partit Laburista     |
| Prezydent Malty           | George Vella               | 2019–     | Partit Laburista     |
| Premier Malty             | Joseph Muscat              | 2013–2020 | Partit Laburista     |
| Premier Malty             | Robert Abela               | 2020–     | Partit Laburista     |
| Lider opozycji            | Adrian Delia               | 2017–2020 | Partit Nazzjonalista |
| Lider opozycji            | Bernard Grech              | 2020–     | Partit Nazzjonalista |
| Przewodniczący parlamentu | Anġlu Farrugia             | 2013–     | Partit Laburista     |

## Lista alfabetyczna parlamentarzystów według przynależności partyjnej
Partit Laburista
Abela Carmelo,
Abela Robert (premier),
Agius Chris,
Agius Decelis Anthony,
Bartolo Clayton,
Bartolo Evarist,
Bedingfield Glenn (whip rządu),
Bonnici Owen,
Borg Ian,
Camilleri Byron,
Camilleri Clint,
Caruana Clyde,
Caruana Justyne,
Castaldi Paris Ian,
Cutajar Rosianne,
Dalli Miriam,
Debattista Deo,
Falzon Michael,
Farrugia Aaron,
Farrugia Michael,
Farrugia Portelli Julia,
Fearne Chris,
Galdes Roderick,
Grima Clifton,
Grixti Silvio,
Herrera José,
Mallia Emanuel,
Micallef Jean Claude,
Mizzi Joe,
Muscat Alex,
Parnis Silvio,
Refalo Anton,
Schembri Silvio,
Scicluna Edward,
Zammit Lewis Edward,
Zrinzo Azzopardi Stefan.
Partit Nazzjonalista
Agius David,
Aquilina Karol,
Arrigo Robert,
Azzopardi Jason,
Bezzina Toni,
Buttigieg Claudette,
Callus Ryan,
Comodini Cachia Therese,
Cutajar Kevin,
Cutajar Robert (whip opozycji),
de Marco Mario,
Debono Kristy,
Deguara Maria,
Delia Adrian,
Fenech Adami Beppe,
Galea Mario,
Gouder Karl,
Grech Bernard (leader opozycji),
Grech Claudio,
Mifsud Bonnici Carmelo,
Puli Clyde,
Said Chris,
Schiavone Hermann,
Spiteri Stephen,
Thake David,
Vassallo Edwin.
Niezależni
Farrugia Godfrey,
Farrugia Marlene,
Mizzi Konrad.